# Henri de Kerchove d'Exaerde
Henri Ernest Aloïs Marie Ghislain Alfred de Kerchove d'Exaerde (Gent, 10 september 1870 - 15 januari 1942) was een Belgisch senator.

## Levensloop
De Kerchove was een zoon van Alfred de Kerchove d'Exaerde (1846-1917) en van Marie Borluut d'Hooghstraete (1848-1889). Hij was een oudere broer van senator Robert de Kerchove d'Exaerde.
Hij trouwde in 1902 met Suzanne Kervyn d'Oud Mooreghem (1879-1961). Het echtpaar bleef kinderloos. In 1922 verkreeg hij, samen met zijn broer Robert een baronstitel. Een andere broer van hen was de jezuïet Maurice de Kerchove d'Exaerde (1871-1941).
Hij promoveerde tot doctor in de rechten en tot doctor in de politieke en sociale wetenschappen aan de Katholieke Universiteit Leuven. Hij werd directeur op het ministerie van Wetenschappen en Kunsten. Van 1910 tot 1928 was hij arrondissementscommissaris in Gent en in Eeklo. 
In 1928 werd hij verkozen tot katholiek senator voor het arrondissement Gent-Eeklo en vervulde dit mandaat tot in 1936.
Hij was voorzitter van de afdeling Oost-Vlaanderen van de Vereniging van de Adel in België.

## Publicatie
- De L'enseignement obligatoire en Allemagne, Gent, 1897.